# Viasat 3
Viasat 3 es un canal de televisión privado de Hungría, perteneciente a Antenna Group. Emite películas, series, programas educativos, culturales y de entretenimiento.

## Historia
El canal inició emisiones el 23 de octubre de 2000. En sus inicios, el canal pertenecía a la empresa sueca Modern Times Group. Pronto firmó contratos con compañías de cable para transmitir sus programas.
Viasat 3 transmitió el primer reality show de Hungría, Bar, del 12 de mayo al 21 de julio de 2001. En 2008, se emitió una nueva temporada del programa, Bar 2.0. En junio de 2006, también fue la emisora húngara que poseía los derechos de la Liga de Campeones de la UEFA. Desde 2007, Viasat 3 también mantuvo los derechos de transmisión exclusivos de Liga de Campeones de la EHF en Hungría durante 5 años, cubriendo partidos tanto femeninos como masculinos.
MTG lanzó su canal especializado para hombres el 28 de enero de 2008 bajo el nombre de TV6. Después, Viasat 3 intentó adquirir el nombre de TV3, pero no logró éxito. Mientras tanto, el 12 de febrero de 2011, TV6 pasó a llamarse Viasat 6. 
El 11 de febrero de 2015, Sony Pictures Television llegó a un acuerdo con Modern Times Group para adquirir los canales Viasat 3 y Viasat 6, así como el servicio de televisión a la carta Viasat Play, ampliando así su oferta húngara, que anteriormente incluía los canales lineales AXN , AXN White y AXN Black , así como los servicios digitales AXN Now y AXN Player.
Desde el 1 de octubre de 2021, el canal pertenece al grupo griego Antenna Group.

## Programación
- Troll a konyhában
- Adom a napom
- Dumaszínház
- Ki vele!
- Útközben elmeséled
- Trend+
- Renoválók
- 200 első randi
- Ízig-vérig

## Imagen corporativa

2000 - 2009
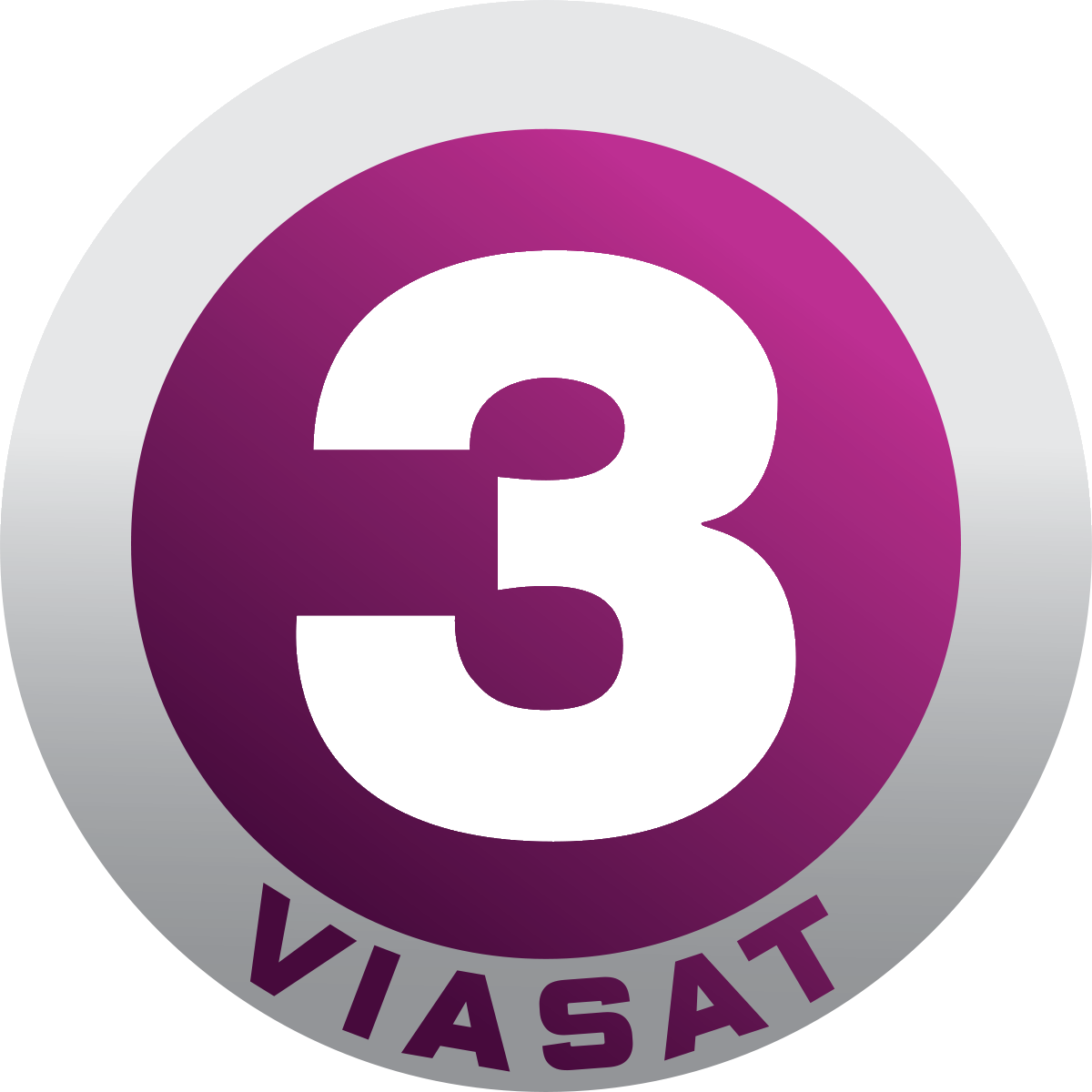
2009 - 2014
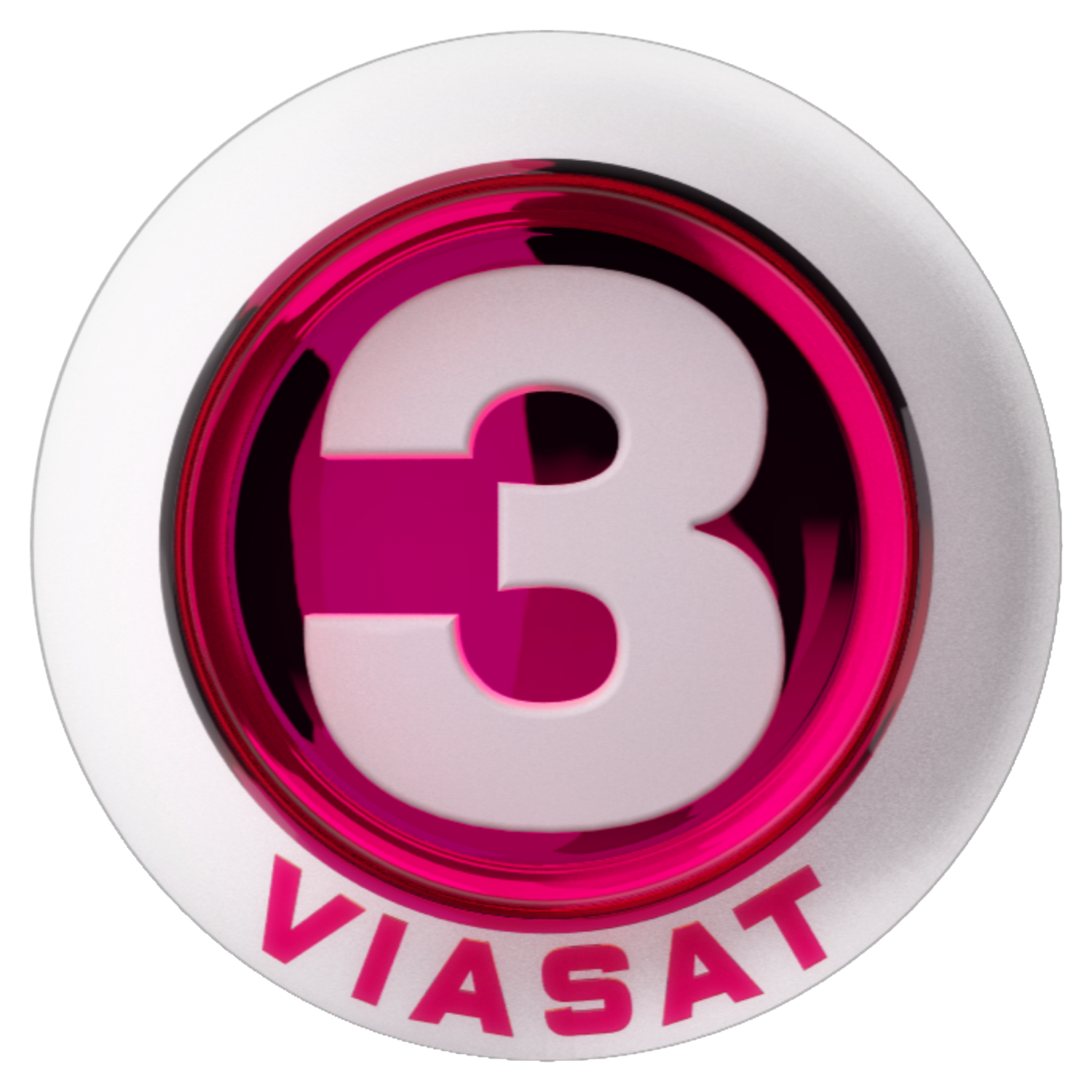
Desde 2014